# Північна тихоокеанська залізниця
Північна тихоокеанська залізниця (англ. Northern Pacific Railway) — колишня трансконтинентальна залізниця у північних штатах США від Тихого океану до Міннесоти, яка працювала у 1864—1970 роках.

## Історія
Проєкт Північно тихоокеанської залізниці був схвалений Конгресом 2 липня 1864 року, як проєкт першої трансконтинентальної залізниці на півночі Сполучених Штатів, щоб з'єднати Великі Озера з тихоокеанською затокою П'юджет-Саунд.
Пошук коштів для будівництва був важким аж до прибуття влітку 1870 року знаменитого американського фінансиста громадянської війни Джея Кука, тодішнього голови першого американського банку «Джей Кук і Ко.». Його фінансування дозволило розпочати будівництво одночасно з двох боків: один зі сходу, зі штату Міннесота, на захід до Північної Дакоти; другий із заходу — з міста Калама, у штаті Вашингтон, до Портленду на березі річки Колумбія, у штаті Орегон. Складна місцевість та недостатнє фінансування затримували будівництво.

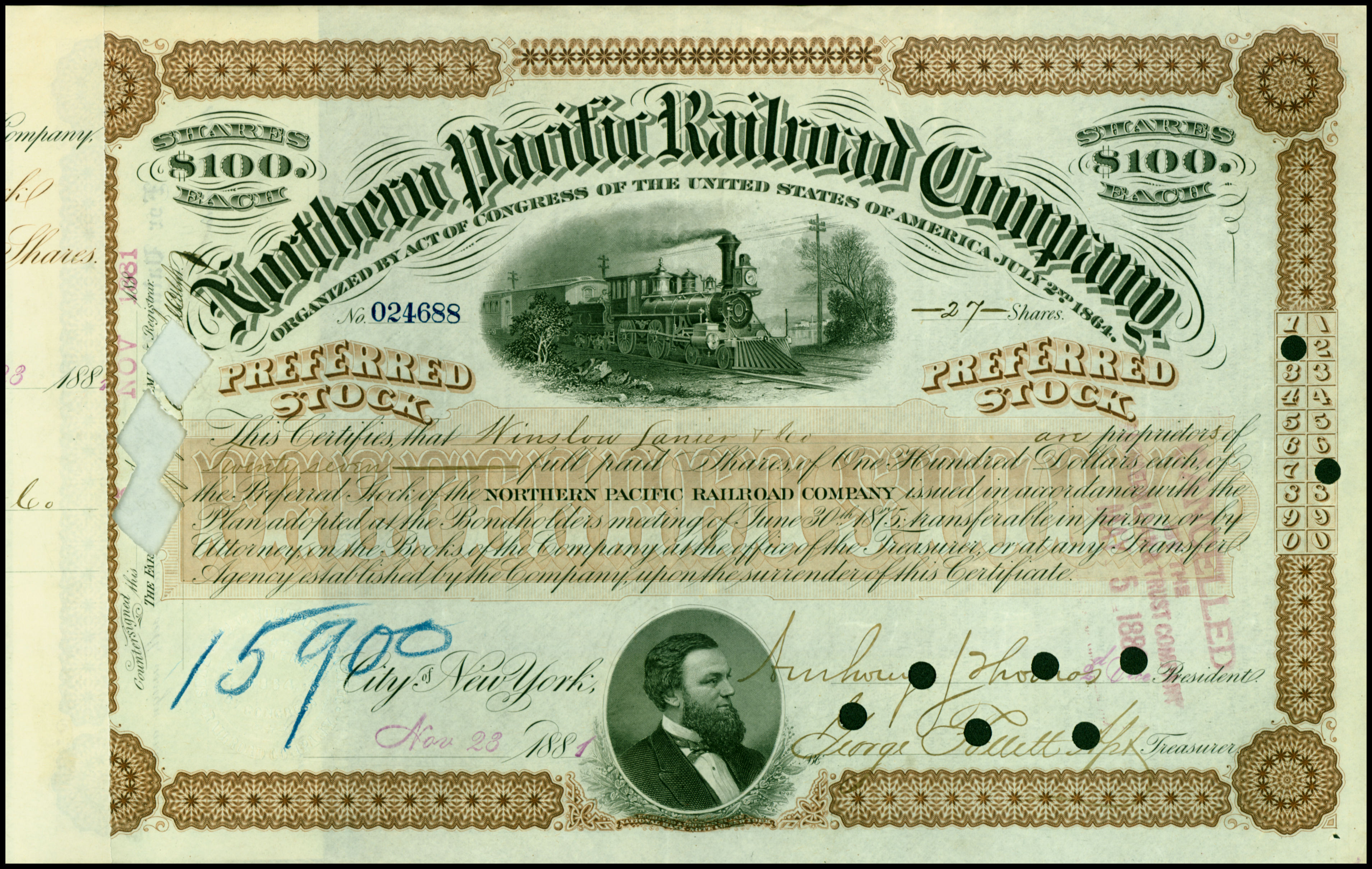
Акції Північної тихоокеанської залізничної компанії 1881 року

Будівельники змушені були прокладати залізницю через болота та модринові ліси. Було придбано чотири невеликих паротя́ги: Міннетонка, Ітаска, Отертейл та Сент-Клауд, перший з яких приплив до Калама на кораблі навколо мису Горн. На заході до кінця 1873 року між Каламою та Такомою було прокладено 177 км залізничної дороги, а перший пароплав прибув до Такоми 16 грудня 1873 року.
Штаб-квартира і склади були створені в Брейнерд (Міннесота), місті, названому на честь Анни Елізабет Брейнерд — дружини президента компанії Джона Грегорі Сміта. Серйозний крах фондового ринку та фінансовий колапс після 1873 року зупинили подальше будівництво залізниці на дванадцять років.
Північно тихоокеанська залізниця пережила своє перше банкрутство 30 червня 1875 року. Щоб захистити будівництво північної частини залізниці до форту Райс у штаті Північна Дакота був відправлений генерал Джордж Армстронг Кастер (1839—1876). Однак, присутність Федеральної армії та знахідка золота в Південній Дакоті лише підживили гнів індіанців і призвели до битви під Літтл-Біггорн у 1876 році, яка закінчилася поразкою та загибеллю знаменитого генерала Джорджа А. Кастера.
- Президент Північно тихоокеанської залізниці Фредерік Біллінгс[en].